# Saprinus sinaiticus
Saprinus sinaiticus är en skalbaggsart som beskrevs av George Robert Crotch 1871. Saprinus sinaiticus ingår i släktet Saprinus och familjen stumpbaggar. Inga underarter finns listade i Catalogue of Life.